# Kusak

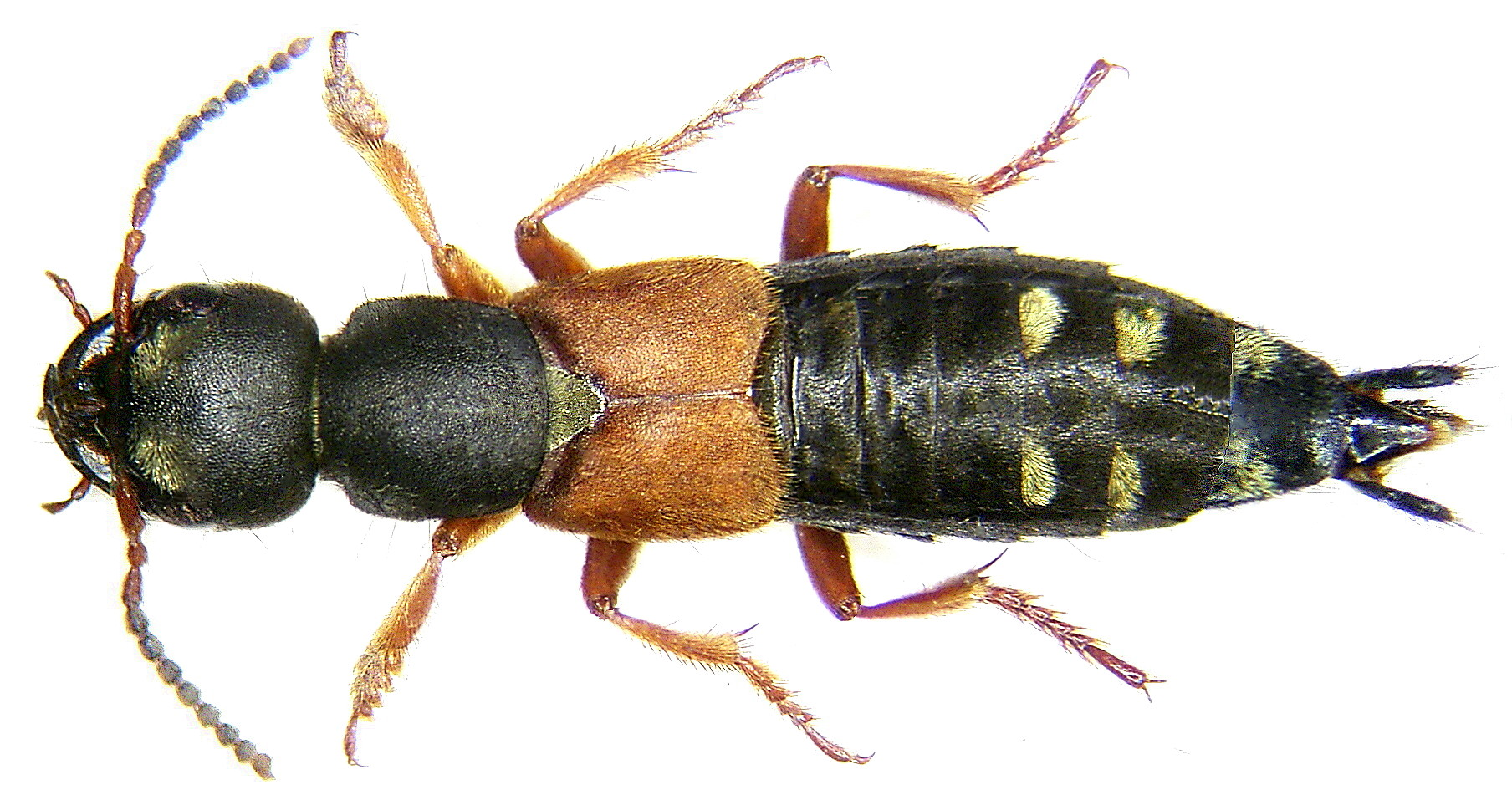
Kusak czerwonopokrywy

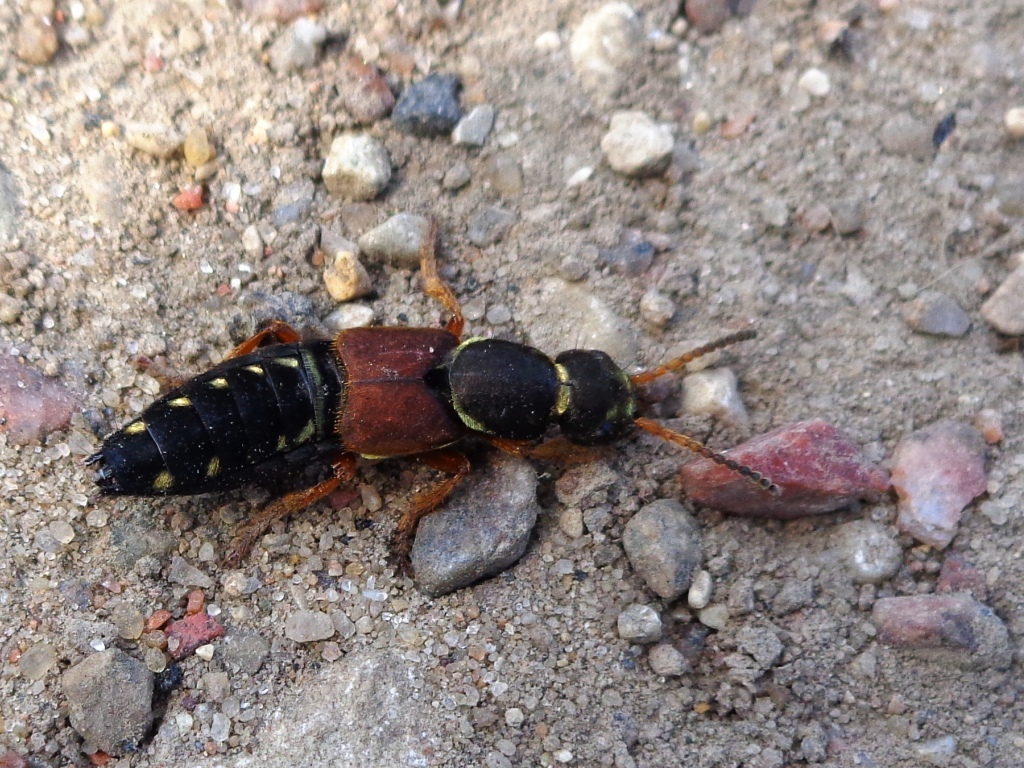
Kusak podkamieniec

Kusak (Staphylinus) – rodzaj chrząszczy z rodziny kusakowatych i podrodziny kusaków.
Rodzaj ten został wprowadzony w 1758 roku przez Karola Linneusza.
Chrząszcze o wydłużonym ciele. Głowę mają w zarysie czworokątną z zaokrąglonym tyłem i niewyraźnymi kątami tylnymi, gęsto i silnie punktowaną, zaopatrzoną w krótkie i krępe czułki oraz ustawione skośnie do jej podłużnej osi oczy. Aparat gębowy ma dwupłątową wskutek głębokiego wykrojenia wargę górną, krępe żuwaczki z podłużną bruzdą na nasadowym odcinku zewnętrznej krawędzi oraz głaszczki szczękowe o ostatnim członie dłuższym i węższym niż poprzedni. Przedtułów cechuje się brakiem epimer i dobrze zaznaczoną górną krawędzią epipleury przedplecza. Śródpiersie ma bardzo wąski wyrostek biodrowy. Odwłok ma tylny brzeg piątego tergitu z jasną, błoniastą obwódką. Przednia para odnóży ma u obu płci rozszerzone stopy, a środkowa i tylna uzbrojone w kolce golenie. U gatunków polskich pokrywy są czerwone, a boki tergitów mają plamy złocistego owłosienia.
Kusaki te zasiedlają lasy i pola, gdzie występują w ściółce, pod kamieniami, w odchodach i gnijącej materii organicznej. Ich ofiarami padają larwy i poczwarki owadów, a także inne bezkręgowce, w tym ślimaki.
Przedstawiciele rodzaju występują w krainach: palearktycznej, nearktycznej, neotropikalnej, orientalnej i etiopskiej z Madagaskarem włącznie. Występowanie ich w krainie australijskiej nie jest pewne. W Polsce stwierdzono 3 gatunki (zobacz też: kusakowate Polski)
Należy tu ponad 200 opisanych gatunków:

- Staphylinus afer Erichson, 1839
- Staphylinus affinis Solsky, 1868
- Staphylinus africanus Cameron, 1942
- Staphylinus agarici O. Müller, 1776
- Staphylinus alatus Gmelin, 1790
- Staphylinus alluaudi Fauvel, 1905
- Staphylinus amazonicus Sharp, 1876
- Staphylinus anceps Runde, 1835
- Staphylinus angustatus Schrank, 1781
- Staphylinus angusticeps Sharp, 1884
- Staphylinus antennalis Cameron, 1932
- Staphylinus antiquus Nordmann, 1837
- Staphylinus apicipennis Sharp, 1884
- †Staphylinus aquisextanus Oustalet, 1874
- Staphylinus arnicae Scopoli, 1763 (nomen dubium)
- †Staphylinus atavus Heer, 1862
- Staphylinus atrox Nordmann, 1837
- Staphylinus auricomus Cameron, 1929
- Staphylinus aurifluus Erichson, 1839
- Staphylinus auropubescens Cameron, 1930
- Staphylinus banghaasi Bernhauer, 1915
- Staphylinus belti Sharp, 1884
- Staphylinus biclavatus Gmelin, 1790 (nomen dubium)
- Staphylinus bicolor Gmelin, 1790
- Staphylinus bolivianus Bernhauer, 1908
- Staphylinus brevipes Gmelin, 1790 (nomen dubium)
- Staphylinus brincki Scheerpeltz, 1974
- Staphylinus buquetii Laporte, 1835
- Staphylinus burgeoni Bernhauer, 1932
- Staphylinus caeruleoides Scheerpeltz, 1976
- Staphylinus caesareus Cederhjelm, 1798 – kusak cezarek
- Staphylinus caffer Boheman, 1848
- †Staphylinus calvus Oustalet, 1874
- Staphylinus cantharellus Linné, 1767 (nomen dubium)
- Staphylinus carinthiacus Laporte, 1840
- Staphylinus cebuensis Wendeler, 1923
- Staphylinus cephalotes Gmelin, 1790
- Staphylinus cerdo Gerstaecker, 1867
- Staphylinus cervinipennis Quedenfeldt, 1888
- Staphylinus chalceus Bernhauer, 1911
- Staphylinus championi Sharp, 1884
- Staphylinus chiriquensis Sharp, 1884
- Staphylinus chrysaster Erichson, 1839
- Staphylinus chrysis Bernhauer, 1936
- Staphylinus chrysostigma Fauvel, 1895
- Staphylinus cincticollis Cameron, 1951
- Staphylinus clavatus Gmelin, 1790 (nomen dubium)
- Staphylinus compressus Geoffroy, 1785 (nomen dubium)
- Staphylinus consors Sharp, 1884
- Staphylinus crassipes Gmelin, 1790 (nomen dubium)
- Staphylinus cribratipennis Blanchard, 1842
- Staphylinus cucullatus Steven, 1829 (nomen dubium)
- Staphylinus cupreicollis Nordmann, 1837
- Staphylinus cursor Grimmer, 1841
- Staphylinus cyanipennis Runde, 1835
- Staphylinus cyanomelas Erichson, 1839
- Staphylinus cylindricus Gmelin, 1790 (nomen dubium)
- Staphylinus daimio Sharp, 1889
- Staphylinus dichrous Gmelin, 1790 (nomen dubium)
- Staphylinus dimidiaticornis Gemminger, 1851 – kusak podkamieniec
- Staphylinus dimidiatus Laporte, 1835
- Staphylinus discretus Sharp, 1884
- Staphylinus dispersus Fauvel, 1907
- Staphylinus domicella Schrank, 1781 (nomen dubium)
- Staphylinus dufouri Blackwelder, 1944
- Staphylinus emeritus Herman, 2001
- Staphylinus ertli Bernhauer, 1908
- Staphylinus erythrocnemus Nordmann, 1837
- Staphylinus erythropterus Linné, 1758 – kusak czerwonopokrywy
- Staphylinus erythropus Gmelin, 1790 (nomen dubium)
- Staphylinus evansi Bernhauer, 1936
- Staphylinus extensus Sharp, 1884
- Staphylinus fassli Bernhauer, 1908
- Staphylinus fauveli Péringuey, 1908
- Staphylinus feae Bernhauer, 1915
- Staphylinus ferox Nordmann, 1837
- Staphylinus flavicornis Gmelin, 1790 (nomen dubium)
- Staphylinus flavipennis Hope, 1831 (nomen dubium)
- Staphylinus flavomaculatus Goeze, 1777 (nomen dubium)
- Staphylinus flavus Gmelin, 1790 (nomen dubium)
- Staphylinus floreus O. Müller, 1776
- Staphylinus fodinarum Gmelin, 1790 (nomen dubium)
- Staphylinus formicarius O. Müller, 1776 (nomen dubium)
- Staphylinus fraternus Bernhauer, 1915
- Staphylinus funebris Sharp, 1884
- Staphylinus fuscicornis O. Müller, 1776 (nomen dubium)
- Staphylinus fuscomaculatus Goeze, 1777 (nomen dubium)
- Staphylinus fuscomaculatus Laporte, 1835
- Staphylinus fuscus Gmelin, 1790 (nomen dubium)
- Staphylinus gentilis Erichson, 1839
- Staphylinus gerardi Bondroit, 1913
- †Staphylinus germarii Oustalet, 1874
- Staphylinus giganteus Cuvier, 1833 (nomen dubium)
- Staphylinus giganteus Kraatz, 1899
- Staphylinus glaber Gmelin, 1790
- Staphylinus glaucus Gmelin, 1790 (nomen dubium)
- Staphylinus gmelini Blackwelder, 1944
- Staphylinus goliathus Bernhauer, 1912
- Staphylinus gracilipes Sharp, 1884
- Staphylinus gratiosus Sharp, 1876
- Staphylinus gratus Sharp, 1876
- Staphylinus gravenhorsti Blackwelder, 1944
- Staphylinus griseipennis Fairmaire, 1889
- Staphylinus guatemalenus Sharp, 1884
- Staphylinus haemorrhoidalis Gmelin, 1790
- Staphylinus hellebori Scopoli, 1763 (nomen dubium)
- Staphylinus hemichrysis Fauvel, 1905
- Staphylinus homonymus Blackwelder, 1944
- Staphylinus hottentottus Nordmann, 1837
- Staphylinus ignavus Runde, 1835 (nomen dubium)
- Staphylinus ignotus Sharp, 1884
- Staphylinus incognitus Sharp, 1884
- Staphylinus iridiventris Bernhauer, 1936
- Staphylinus iringanus Bernhauer, 1937
- Staphylinus kalisi Bernhauer, 1934
- Staphylinus kamerunensis Bernhauer, 1912
- Staphylinus kraatzi Bernhauer, 1906
- Staphylinus kristenseni Bernhauer, 1915
- Staphylinus langei Bernhauer, 1904
- Staphylinus latro Erichson, 1839
- Staphylinus latus Ström, 1768
- Staphylinus latus O. Müller, 1776 (nomen dubium)
- †Staphylinus lesleyi Scudder, 1900
- Staphylinus limbatus Fabricius, 1801 (nomen dubium)
- Staphylinus lituratus Gmelin, 1790 (nomen dubium)
- Staphylinus longomaculatus Goeze, 1777 (nomen dubium)
- Staphylinus lugubris Gmelin, 1790 (nomen dubium)
- Staphylinus lupinus Sharp, 1887
- Staphylinus luzonicus Fauvel, 1886
- Staphylinus macropterus Gmelin, 1790 (nomen dubium)
- Staphylinus maculicollis Fauvel, 1895
- Staphylinus maculiventris Sharp, 1884
- Staphylinus marcidus Sharp, 1884
- Staphylinus marginalis O. Müller, 1776 (nomen dubium)
- Staphylinus marginatus Cameron, 1944
- Staphylinus marginellus Gmelin, 1790 (nomen dubium)
- Staphylinus marginosulcatus Goeze, 1777 (nomen dubium)
- Staphylinus medialis Sharp, 1884
- Staphylinus medioximus Fairmaire, 1852
- Staphylinus melanocephalus Geoffroy, 1785 (nomen dubium)
- Staphylinus melanophtalmos Geoffroy, 1785 (nomen dubium)
- Staphylinus melanophthalmus Gmelin, 1790 (nomen dubium)
- Staphylinus melanurus Schrank, 1798 (nomen dubium)
- Staphylinus memnonius Sharp, 1884
- Staphylinus methneri Bernhauer, 1915
- Staphylinus methnerianus Bernhauer, 1936
- Staphylinus mexicanus Sharp, 1884
- Staphylinus minor O. Müller, 1776 (nomen dubium)
- Staphylinus minutus Marsham, 1802
- Staphylinus nobilis Nordmann, 1837
- Staphylinus normannicus Cuvier, 1833 (nomen dubium)
- Staphylinus notatus Solsky, 1872
- Staphylinus nudicollis Sharp, 1887
- Staphylinus obscurus Herbst, 1784 (nomen dubium)
- Staphylinus obsoleticornis Bernhauer, 1911
- Staphylinus ochropygus Nordmann, 1837
- Staphylinus oculatus O. Müller, 1776
- Staphylinus optatus Sharp, 1884
- Staphylinus orizabae Bernhauer, 1917
- Staphylinus ornaticauda LeConte, 1863
- Staphylinus osculatii Guérin-Méneville, 1855
- Staphylinus parviceps Sharp, 1876
- Staphylinus parvus Solier, 1849
- Staphylinus picatus Gmelin, 1790 (nomen dubium)
- Staphylinus picipennis Nordmann, 1837 (nomen dubium)
- Staphylinus pictus Boheman, 1860
- †Staphylinus priscus Oustalet, 1874
- †Staphylinus prodromus Oustalet, 1874
- Staphylinus propinquus Runde, 1835 (nomen dubium)
- Staphylinus pulcherrimus Bernhauer, 1915
- Staphylinus punctatus Ström, 1768 (nomen dubium)
- Staphylinus puncticollis Runde, 1835 (nomen dubium)
- Staphylinus pusillus Runde, 1835 (nomen dubium)
- Staphylinus pygmaeus Villers, 1789 (nomen dubium)
- Staphylinus quentzeli Paykull, 1789 (nomen dubium)
- Staphylinus raffrayi Fauvel, 1907
- Staphylinus rhodesianus Cameron, 1951
- Staphylinus rhyssostomus Schrank, 1796 (nomen dubium)
- Staphylinus rubellus Villers, 1789 (nomen dubium)
- Staphylinus rubricollis Gmelin, 1790 (nomen dubium)
- Staphylinus rubricornis Ádám, 1987
- Staphylinus rufescens Gmelin, 1790 (nomen dubium)
- Staphylinus ruficornis Latreille, 1804 (nomen dubium)
- Staphylinus rufipennis Cameron, 1930
- Staphylinus rufipes Fabricius, 1793
- Staphylinus rugosipennis Schubert, 1911
- Staphylinus sallaei Sharp, 1884
- Staphylinus salvinianus Sharp, 1884
- Staphylinus sapphirinus Gistel, 1857
- Staphylinus scabrosus Curtis, 1839
- Staphylinus schultzei Bernhauer, 1915
- Staphylinus scriptus Nordmann, 1837
- Staphylinus sedatus Sharp, 1887
- Staphylinus semiauratus Schubert, 1911
- Staphylinus semotus Herman, 2001
- Staphylinus solwezianus Cameron, 1951
- Staphylinus subchalceus Cameron, 1930
- Staphylinus subclavatus Goeze, 1777 (nomen dubium)
- Staphylinus tanalensis Fauvel, 1905
- Staphylinus tempestivus Sharp, 1884
- Staphylinus testaceipes Fairmaire, 1887
- Staphylinus thoracicus Villers, 1789
- Staphylinus trimaculatus Fauvel, 1895
- Staphylinus turfosus Schrank, 1796 (nomen dubium)
- Staphylinus velox Runde, 1835 (nomen dubium)
- Staphylinus vestitus Sharp, 1884
- Staphylinus vethi Bernhauer, 1915
- †Staphylinus vetulus Scudder, 1900
- Staphylinus vetustus Sharp, 1876
- Staphylinus vittatus Sharp, 1884
- Staphylinus volxemi Fauvel, 1877
- †Staphylinus vulcanus Wickham, 1913
- Staphylinus weingaertneri Bernhauer, 1928
- Staphylinus yunnanensis Bernhauer, 1933